# 山県長茂
山県 長茂（やまがた ながしげ）は、安土桃山時代から江戸時代前期にかけての武士。吉川氏の家臣。
吉川経家の最期を記した「山県長茂覚書」を遺した人物として著名である。

## 生涯
安芸国国人である安芸山県氏の出身。安芸国吉田で生まれ、11歳の時に新庄へと移り、吉川元長の家臣となった。天正9年（1581年）3月、吉川経家に従い鳥取城へと入城。同年秋まで籠城戦を続け、生還した。
慶長5年（1600年）の関ヶ原の戦いの後は周防国岩国へと移住、瀬田・柳井田を領して、引き続き吉川氏に仕えた。寛永21年（1644年）11月11日付で、吉川経家の孫・正実に宛てて「山県長茂覚書」を記した。
慶安3年（1650年）、死去。

### 山県長茂覚書
寛永21年（1644年）11月11日付で、吉川正実に宛てて送られた覚書で、上月城の戦いや宇喜多氏・南条氏の裏切り、鳥取城の戦いの前後を記しており、全体で三十三条から成る。そのうちの多くが鳥取城の戦いの記述である。この鳥取城の戦いには山県長茂も参戦して籠城しており、今日伝わる吉川経家の最期の多くは、この山県長茂覚書からの出典となっている。